# Cải bắp dại
Cải bắp dại (danh pháp hai phần: Brassica oleracea), là một loài thuộc chi Cải (Brassica) có nguồn gốc ở vùng bờ biển phía nam và tây châu Âu, tại đây nó chịu đựng được muối và đá vôi nhưng không chịu được sự cạnh tranh từ các loài thực vật khác và thông thường chỉ hạn chế trong khu vực xuất hiện tự nhiên của nó tại các vách núi đá vôi ven biển.
B. olearacea dại là một loài cây thân cao, sống hai năm, tạo ra một chiếc nơ mập gồm nhiều lá to trong năm đầu tiên, các lá này dày và nhiều thịt hơn lá của các loài khác trong chi Brassica, thích hợp với việc lưu trữ nước và chất dinh dưỡng trong điều kiện môi trường sống khó khăn của nó. Trong năm thứ hai, các chất dinh dưỡng đã lưu trữ được dùng để sinh ra một cành hoa cao 1–2 m mang nhiều hoa màu vàng.

### Trồng và sử dụng
Mặc dù B. oleracea được cho là đã được con người trồng từ vài ngàn năm trước, nhưng lịch sử của nó trong vai trò của một dạng cây trồng vẫn chưa rõ ràng trước thời của người Hy Lạp và người La Mã cổ đại, khi mà người ta biết rằng nó là loại cây trồng đã được thiết lập vị trí khá vững chắc trong các mảnh vườn. Theophrastus đề cập tới ba loại cây của loài này: loại lá quăn, loại lá trơn và loại hoang dại. Nó dã được nhân giống để tạo ra nhiều loại cây trồng, bao gồm cải bắp, cải bông xanh, súp lơ, su hào và nhiều loại khác nữa, một vài dạng trong số đó khó mà được nhận ra là thành viên của cùng một loài. Các loại cây trồng này nằm trong số những loại cây trồng cung cấp rau xanh quan trọng nhất cho loài người. Theo lý thuyết tam giác U, B. oleracea có quan hệ họ hàng rất gần với 5 loài khác trong chi Brassica.
Các dạng cây trồng của nó được sử dụng vì chúng là các kho dự trữ chất dinh dưỡng lớn, được lưu trữ trong lá của chúng qua mùa đông. Chúng rất giàu các chất dinh dưỡng cơ bản như vitamin C.
Các dạng cây trồng của B. oleracea được nhóm lại theo hình thái phát triển thành 7 nhóm cây trồng chính, trong đó nhóm Acephala là nhóm gần giống nhất với cải bắp dại trong tự nhiên về bề ngoài: 
- Brassica oleracea nhóm Acephala - cải xoăn
- Brassica oleracea nhóm Alboglabra - cải làn (cải rổ)
- Brassica oleracea nhóm Botrytis - súp lơ (hoa lơ, cải bông trắng, cải hoa)
- Brassica oleracea nhóm Capitata - cải bắp (bắp cải)
- Brassica oleracea nhóm Gemmifera - cải Brussels
- Brassica oleracea nhóm Gongylodes - su hào
- Brassica oleracea nhóm Italica - bông cải xanh

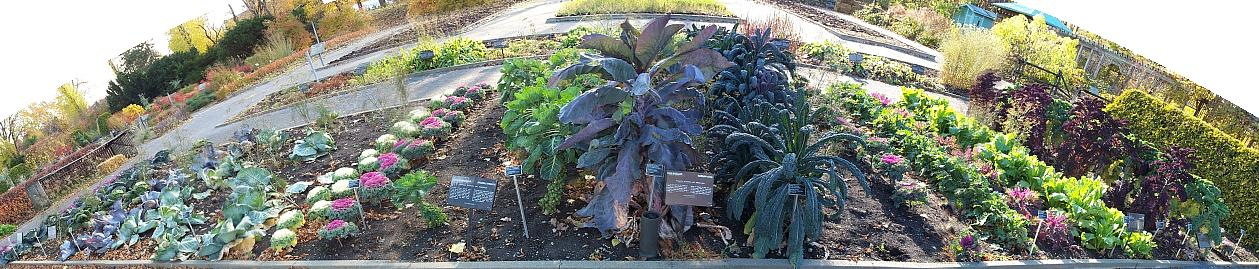
Một vài dạng cây trồng của Brassica oleracea, bao gồm cải xoăn, cải Brussels, cải Savoy, và cải làn

## Ích lợi sức khỏe

### Ung thư
Đáng chú ý là cải Brussels và bông cải xanh chứa nhiều sinigrin, được coi là trợ giúp cho việc ngăn cản ung thư đường ruột.